# Inger Lise Rypdal

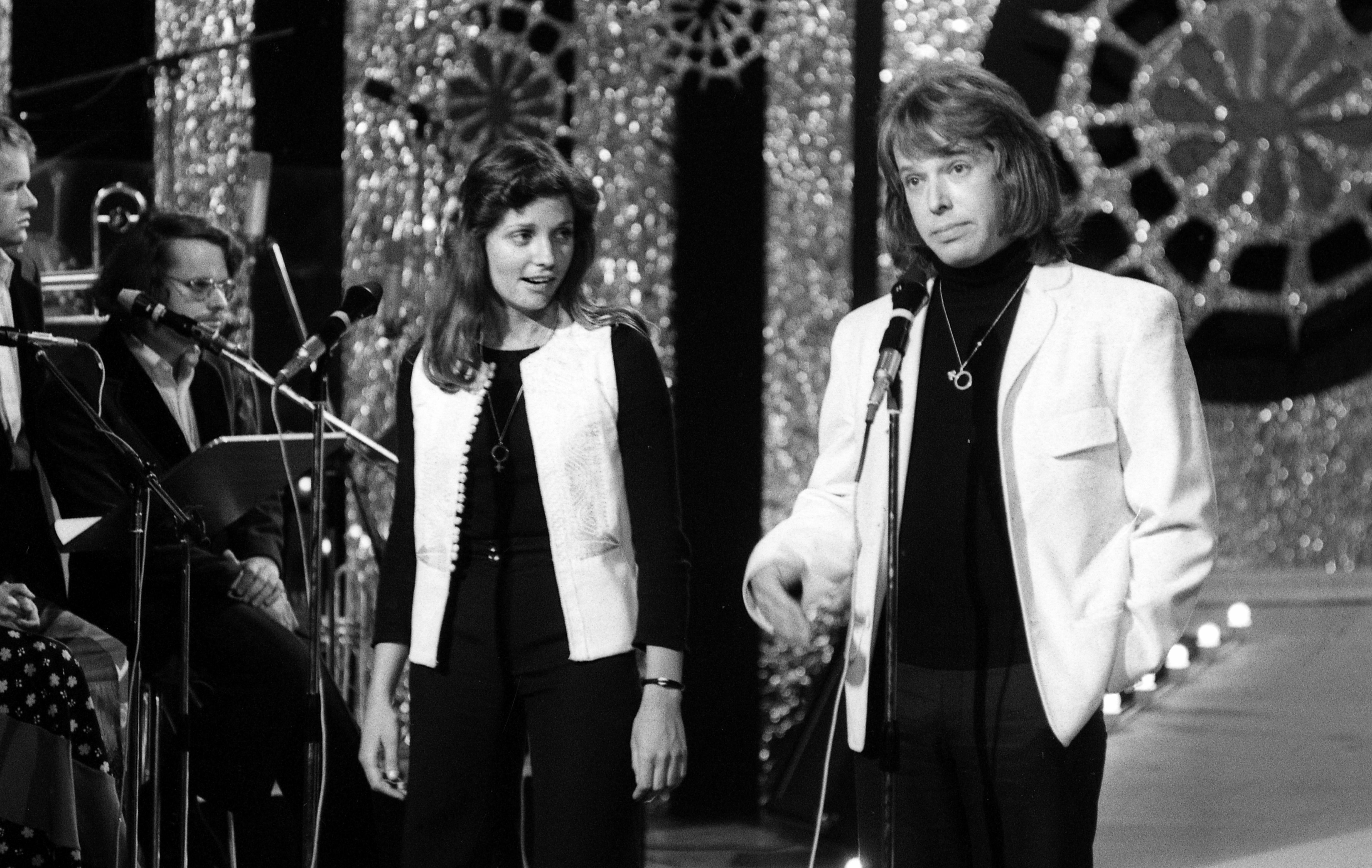
Rypdal und Stein Ingebrigtsen
in 1974

Inger Lise Rypdal (geb. Inger Lise Andersen, * 14. Dezember 1949 in Lena, Østre Toten) ist eine norwegische Pop-, Rock- und Jazzsängerin und Schauspielerin.

## Leben
Rypdal debütierte 1968 als Sängerin der Gruppe Wentzel auf dem Album Get Closer/Baby Baby. Im gleichen Jahr erschienen ihre ersten Soloalben Romeo & Julie und Fru Jonsen, letzteres auch mit großem Erfolg in Schweden. Sie arbeitete dann mit ihrem späteren Mann Terje Rypdal (gleichnamige ECM-Platte von 1971), daneben auch mit Musikern wie Wencke Myhre und Kirsti Sparboe zusammen. Im Jahr 2005 erhielt Rypdal den norwegischen Gammlengprisen für ihre  musikalische Lebensleistung.
Sie nahm am Melodi Grand Prix, der norwegischen Vorentscheidung zum Eurovision Song Contest, elfmal teil: 1969 (als Inger Lise Andersen – Eventyr), 1972 (Lillebror), 1973 (mit zwei Liedern: Alternativ; zusammen mit Ola Neegaard, Gro Anita Schønn & Stein Ingebrigtsen – Å for et spill), 1974 (mit Stein Ingebrigtsen – Yo-Yo), 1976 (mit Jahn Teigen – Voodoo), 1979 (Så lenge du er hos meg), 1980 (Svart fortid), 1981 (Tankar), 1982 (Lady Di), 1983 (mit Freddy Berg – Elegi), 1984 (Vindar).
In den 1970er Jahren trat sie auch als Sängerin in Revues von Einar Schanke und Dag Frøland und Musical wie dem Kleinen Horrorladen auf. 1974 wirkte sie in dem Musicalfilm Ungen mit. In Oskar Braatens Kjære Maren (1976) und Amalie Skrams Lucie (1979) spielte sie die Titelrolle; weitere Hauptrollen hatte sie in Erik Løchens Fabel (1979) und Bente Erichsens Over grensen (1987).
Im Jahr 2020 wirkte sie an der ersten Staffel der Musikshow Maskorama mit, wo sie Fünfte wurde.
Rypdal ist die Schwester der Schauspielerin und Sängerin Maj Britt Andersen.

## Diskografie

### Alben
| Jahr | Titel                                         | Höchstplatzierung, Gesamtwochen, AuszeichnungChartsChartplatzierungen (Jahr, Titel, Platzierungen, Wochen, Auszeichnungen, Anmerkungen) | Anmerkungen |
| Jahr | Titel                                         | NO | Anmerkungen |
| ---- | --------------------------------------------- | --- | ----------- |
| 1973 | Fra 4 til 70                                  | NO2 (28 Wo.)NO |             |
| 1974 | 830 S.                                        | NO4 (15 Wo.)NO |             |
| 1975 | Den stille gaten                              | NO14 (11 Wo.)NO |             |
| 1976 | Feeling                                       | NO16 (5 Wo.)NO |             |
| 1980 | Sign Language                                 | NO19 (5 Wo.)NO |             |
| 2005 | I mitt liv                                    | NO9 (7 Wo.)NO |             |
| 2010 | De beste jeg vet – 40 slagere fra søttitallet | NO22 (4 Wo.)NO |             |

Weitere Alben
- Romeo&Julie, 1968
- Fru Jonsen, 1968
- Natt for lange kniver/Dine tankers selvportrett. (7" single), 1969
- Inger Lise, 1970
- Tried to make you happy/Tough enough (7" single) 1971
- Hello-A, 1972
- Sjung bort bekymren, 1972
- Har du nånsinn..., 1973
- Einar Schankes Gledeshus, 1974
- Jag kommer tillbaka, 1975
- Voodoo/Baby blue (single)  1976 mit Jahn Teigen und Terje Rypdal
- Tider kommer, tider går, 1977
- Før og nå. 15 store suksesser 1973–79, 1979
- Inger Lise Rypdal, 1979
- Kontakt, 1982
- Just For You, 1983
- Å, jul med din glede, 1986
- Till min kära, 1987
- Enkel resa, 1988
- Romanse, 1988
- Fru Johnsen, 1989
- Tid, 1997
- Inger Lise, 2001

### Singles
| Jahr | Titel Album                                | Höchstplatzierung, Gesamtwochen, AuszeichnungChartsChartplatzierungen (Jahr, Titel, Album, Platzierungen, Wochen, Auszeichnungen, Anmerkungen) | Anmerkungen |
| Jahr | Titel Album                                | NO | Anmerkungen |
| ---- | ------------------------------------------ | --- | ----------- |
| 1968 | Romeo & Julie –                            | NO1 (25 Wo.)NO |             |
| 1968 | Fru Johnsen –                              | NO1 (16 Wo.)NO |             |
| 1969 | Si hva du tenker min kjære –               | NO4 (15 Wo.)NO |             |
| 1972 | Jeg fant min frihet –                      | NO6 (9 Wo.)NO |             |
| 1973 | I mitt liv Fra 4 til 70                    | NO6 (7 Wo.)NO |             |
| 1974 | En spennende dag for Josefine Fra 4 til 70 | NO1 (22 Wo.)NO |             |

## Filmografie
- 1969: Himmel og helvete
- 1974: Ungen
- 1975: Einar Schankes gledeshus
- 1976: Kjære Maren
- 1978: En Vandring i solen
- 1979: Lucie
- 1980: Fabel
- 1987: Der Fall Feldmann (Feldmann saken)
- 1988: Enkel resa
- 1998: Venner og fiender (Fernsehserie)
- 2000: De 7 dødssyndene
- 2000: Likegyldighet (Kurzfilm)
- 2006: Spellemann